# Amt Neuhaus
Amt Neuhaus est une municipalité allemande du land de Basse-Saxe et l'Arrondissement de Lunebourg.

## Localités
- Dellien
- Haar
- Kaarßen
- Neuhaus
- Stapel
- Sumte
- Tripkau

## Source
- (de) Cet article est partiellement ou en totalité issu de l’article de Wikipédia en allemand intitulé « Amt Neuhaus » (voir la liste des auteurs).